# جين وليامز (شاعرة)
جين وليامز (بالإنجليزية: Jane Williams)‏ (1 فبراير 1806، تشيلسي في المملكة المتحدة - 15 مارس 1885، تشيلسي في المملكة المتحدة)؛ مؤرخة، كاتِبة وشاعرة بريطانية.